# Kulturwirtschaft
Kultur- und Kreativwirtschaft (englisch cultural industries oder creative industries) ist ein Wirtschaftszweig, der sich mit der Schaffung, Produktion, Verteilung und/oder medialen Verbreitung von kulturellen/kreativen Gütern und Dienstleistungen befasst.

## Begriff
Das Konzept der Kultur- und Kreativwirtschaft hat seinen Ursprung in Großbritannien. Die Labour-Regierung von Premierminister Tony Blair propagierte im Wahlkampf 1997 die Kulturwirtschaft bzw. Creative Industries als Zukunftsbranchen der britischen Wirtschaft und Beschäftigung. In der Folge entwickelte man 1998 in Großbritannien entsprechende Förderkonzepte. In Europa und Amerika entstand eine kontroverse, heute noch bestehende Diskussion über den Nutzen dieser Begrifflichkeit.
Die Wirtschaftsministerkonferenz (WMK) definierte 2009 den Begriff der Kultur- und Kreativwirtschaft wie folgt:

„Unter Kultur- und Kreativwirtschaft werden diejenigen Kultur- und Kreativunternehmen erfasst, welche überwiegend erwerbswirtschaftlich orientiert sind und sich mit der Schaffung, Produktion, Verteilung und/oder medialen Verbreitung von kulturellen/kreativen Gütern und Dienstleistungen befassen. […] Der verbindende Kern jeder kultur- und kreativwirtschaftlichen Aktivität ist der schöpferische Akt von künstlerischen, literarischen, kulturellen, musischen, architektonischen oder kreativen Inhalten, Werken, Produkten, Produktionen oder Dienstleistungen. Alle schöpferischen Akte, gleichgültig ob als analoges Unikat, Liveaufführung oder serielle bzw. digitale Produktion oder Dienstleistung vorliegend, zählen dazu. Die schöpferischen Akte können im umfassenden Sinne urheberrechtlich (Patent-, Urheber-, Marken- und Designerrechte) geschützt sein.“

Diese deutsche Abgrenzung ist sowohl mit der europäischen Kernabgrenzung der EU-Kommission (LEG Task Force Cultural Employment3) als auch mit dem weltweiten Referenzmodell, dem Konzept der britischen creative industries, kompatibel.
Kultur- und Kreativwirtschaft ist demnach alles das, was produktiv aus Kultur hervorgeht, sich mit Kultur beschäftigt. Kultur- und Kreativwirtschaft ist mehr als der Markt hergibt. Die Enquetekommission hat den Begriff des „Schöpferischen Aktes“, die Gemeinsamkeit der künstlerische Kreativität, als Zusatz zur Definition der Kultur- und Kreativwirtschaft empfohlen, um dessen erweitert. Alles, wo Menschen aktiv sind, sich in irgendeiner Weise mit Kultur beschäftigen und produktive Leistungen hervorbringen egal, wie es finanziert wird, ist Kultur- und Kreativwirtschaft.
Anhand der Marktforschung wird ein Problem mit der Auslegung des Begriffs der Kultur- und Kreativwirtschaft offensichtlich. Bisher wurde der Punkt der Wirtschaftlichkeit so ausgelegt, dass dieser subventionierte Kulturbetriebe nicht umfasst, auch nicht deren Zahlen gegenüberstellt, was Forschung ausmacht. Inkonsequent ist, dass Tochterfirmen von Filmproduktionen dazu gezählt wurden, die eigentlich staatlich gefördert sind. Die Statistiker des Büro für Kulturwirtschaftsforschung in Köln beklagen selbst die konzeptionellen Definitionsdefizite, wie man lesen kann im – für 2014 – aktuellen Monitoringbericht von 2012. Daraus geht hervor, dass die Erbringung von statistischen Zahlen als Grundlage und die Vernetzung der Branchen kompliziert sei, ein Jahresvergleich nicht gezogen werden kann und unter „Darstellende Kunst“ zum Beispiel auch das Glücksspiel gezählt wird. Zudem sind die Verbände mit dem das Urheberrecht betreffenden Zusatz der Definition der Kultur- und Kreativwirtschaft nicht einig. Das alles zu korrigieren war 2014 die Aufgabe der neuen Ministerin für Kultur- und Medien. Zuletzt gibt es noch ein Problem bei internationalen Vergleichen: In Deutschland hat man empfohlen, bei den Strukturen des Wirtschaftsfeldes nicht nach Berufsgruppen, dem britisch-australischen Ansatz, sondern nach Branchen vorzugehen. In vielen Staaten können durch die Statistik der Berufsgruppen auch die freien Mitarbeiter subventionierter Betriebe erfasst werden. In Deutschland werden z. B. die zahlreichen erwerbsorientierten, teilsubventionierten Musik- und Theaterbetriebe bzw. deren Mitarbeiter, freie Mitarbeiter etc. nicht mitgezählt, wie in Großbritannien, Australien, Skandinavien. Damit steht die traditionelle, deutsche, internationale Musiktradition im internationalen Vergleich statistisch im Abseits, was zu falschen Schlussfolgerungen führen kann.
International hat man in Skandinavien, Großbritannien und Amerika große Bedenken, dass die Eingrenzung des Begriffs Kultur- und Kreativwirtschaft/Cultural industries letztendlich zu einer Industrialisierung und Globalisierung von Kultur führt, was bereits Theodor Adorno und Max Horkheimer z. B. in Kulturindustrie – Aufklärung als Massenbetrug kritisierten.

## Branchen
Einem von der deutschen Wirtschaftsministerkonferenz 2009 empfohlenen Leitfaden folgend, umfasst die Kultur- und Kreativwirtschaft folgende elf Teilmärkte:
1. Architekturmarkt
2. Designwirtschaft
3. Filmwirtschaft
4. Kunstmarkt
5. Musikwirtschaft
6. Software/Spiele-Industrie
7. Buchmarkt
8. Darstellende Künste
9. Pressemarkt
10. Rundfunkwirtschaft
11. Werbemarkt

Da es sich bei der Kultur- und Kreativwirtschaft um einen Wirtschaftsbereich handelt, der einer vergleichsweise hohen Dynamik unterliegt, wurde mit der Festlegung auf die Teilmärkte gleichzeitig eine prinzipielle Offenheit bzw. Möglichkeit zur Veränderung und Erweiterung performativ-virtuoser Arbeit formuliert. Der Leitfaden schlägt dementsprechend eine Gruppe „Sonstige“ vor, in die neue oder für Einzelstudien zusätzlich relevante, wirtschaftliche Aktivitäten, wie beispielsweise das Kunsthandwerk, aufgenommen werden können.

## Europa
Österreich legt im Februar 2004 mit Hilfe von Fördermitteln der Europäischen Union eine umfangreiche Untersuchung des ökonomischen Potenzials der „Creative Industries“ in Wien vor. Im Jahr 2016 wird die Kreativwirtschaftsstrategie für Österreich im Rahmen einer erweiterten FTI-Strategie beschlossen. Die Kreativwirtschaftsstrategie verfolgt dabei folgende vier Zielsetzungen:
- Stärkung des österreichischen Innovationssystems im Zusammenspiel mit anderen Strategien (u.a. FTI-Strategie, Open Innovation Strategie, IP-Strategie),
- Stärkung der Wettbewerbsfähigkeit der Kreativwirtschaft,
- Stärkung der transformativen Wirkung der Kreativwirtschaft auf andere Wirtschaftsbranchen,
- Stärkung des internationalen Bildes Österreichs als kreatives Kultur- und Innovationsland.

Im Mai 2007 fand im Rahmen der deutschen EU-Ratspräsidentschaft eine europäische Konferenz zur Kultur- und Kreativwirtschaft in Europa statt, die vom Büro für Kulturpolitik und Kulturwirtschaft und der Friedrich-Naumann-Stiftung veranstaltet wurde.

## Deutschland

### Kulturpolitik
Die Kultur- und Kreativwirtschaft ist in Deutschland seit einigen Jahren ein wichtiges Betätigungsfeld der Wirtschaftspolitik von Bund, Ländern und zahlreichen Kommunen ebenso wie der Europäischen Union. Auch internationale Organisationen wie die  The United Nations Conference on Trade and Development (UNCTAD) haben sich mit dem Phänomen des weltweiten Strukturwandels durch das Internet befasst, der diese Branchen wesentlich beeinflusst.
Auf Bundesebene beschäftigte sich 2005 die Enquete-Kommission Kultur in Deutschland erstmals mit dem Thema. Zugleich startete 2007 das Bundesministerium für Wirtschaft und Technologie (BMWi) und der Beauftragten für Kultur und Medien die Initiative Kultur- und Kreativwirtschaft. Im Rahmen der Initiative Kultur- und Kreativwirtschaft führte man beim Bundesministerium für Wirtschaft und Technologie zur Durchsetzung der Urheberrechte einen Wirtschaftsdialog ein, gründete weitere Unter-Initiativen, wie die Initiative Musik gGmbH als Fördereinrichtung der Bundesregierung für die Musikwirtschaft in Deutschland.

### Entwicklung und Trends
2006 reichte in Deutschland die Kultur- und Kreativwirtschaft in ihrer Bruttowertschöpfung mit 58 Mrd. Euro nahe an die Bruttowertschöpfung der Automobilindustrie mit 64 Mrd. Euro heran. Die Branche ist sehr kleinteilig organisiert. Knapp 90 % der Unternehmen zählen zu den Klein- bzw. Kleinstbetrieben mit maximal 10 Beschäftigten. Im Jahr 2008 erzielte die Branche bereits eine Bruttowertschöpfung von 63 Milliarden Euro und einen Umsatz von 132 Milliarden Euro. Rund 238.000 Unternehmen mit knapp einer Million Erwerbstätigen sind inzwischen in der Kultur- und Kreativwirtschaft tätig. 2019 erwirtschaftete die deutsche Kultur- und Kreativwirtschaft einen Umsatz von 174,1 Mrd. Euro und zählte 258.790 Unternehmen.
Als wichtigen Beitrag zur Entwicklung der Kultur- und Kreativwirtschaft identifiziert die Enquete-Kommission das öffentliche Kulturangebot. Dies sei ein Standortfaktor für Unternehmen der Kultur- und Kreativwirtschaft. Die Kommission konstatiert, dass die Entwicklung der Branche in Deutschland noch von starken Vorbehalten geprägt sei. So betrachtet die Wirtschaft kulturelle Güter immer noch unter dem Vorbehalt, Künstler seien nicht geschäftstüchtig. Diese Vorbehalte seien auch in den politischen Ressorts Kultur und Wirtschaft zu finden. In ihrem Schlussbericht empfiehlt die Kommission daher, die Wirtschaftsförderung für kulturelle Güter stärker zu öffnen und Gründern besseren Zugang zu Finanzierungsquellen zu ermöglichen. Ferner empfiehlt die Kommission dem Bund einen nationalen Kulturwirtschaftsbericht zu erstellen. An die Kommunen wird appelliert, ungenutzte Brachflächen wie ehemalige Industriegelände für die Nutzung von künstlerischen Produktionen zugänglich zu machen.
Problematisch ist, dass viele Bereiche von staatlicher Förderung abhängig sind. Die Ausgaben für öffentliche Kulturförderung sanken in Deutschland von ca. 8,4 Milliarden Euro im Jahr 2001 auf etwa 7,88 Milliarden Euro im Jahr 2004, wobei die Länder und Gemeinden annähernd doppelt so viel wie der Bund einsparten. Im Jahr 2010 sind die Ausgaben jedoch wieder auf 9,6 Milliarden Euro gestiegen.

### Marktforschung
In Deutschland beauftragte von Anfang an das Bundesministerium für Wirtschaft und Technologie ausschließlich das Büro für Kulturwirtschaftsforschung in Köln, die aktuellen wirtschaftlichen Eckdaten zur Kultur- und Kreativwirtschaft zu aktualisieren, zu bewerten und auf der Basis der Daten des Statistischen Bundesamtes zu berechnen. Es bestimmt seither, was eingegrenzt und ausgegrenzt wird, klassifiziert und beurteilt, verbreitet einheitliche Zahlen und Meinungen. In Deutschland entstanden in den letzten Jahren Studiengänge für Kultur- und Kreativwirtschaft, die sich weitgehend darauf stützen. Das Büro für Kulturwirtschaftsforschung in Köln betreute bereits ab 1999 mehrere Kulturwirtschaftsberichte: 1998–2013 Nordrhein-Westfalen, 2001 Sachsen-Anhalt, 2003 Hessen, 2004 Schleswig-Holstein, 2005 Berlin, 2009 Thüringen. Diese Berichte unterliegen stets demselben Modell. 2013 beauftragte das Land Berlin-Brandenburg erstmals ein anderes Marktforschungsinstitut, die House of Research GmbH, die Zahlen und Ergebnissen auf andere Grundlagen zu stellen. Seit 2004 analysiert die Hessen Agentur im Auftrag des Hessischen Ministeriums für Wirtschaft, Energie, Verkehr und Wohnen die Wirtschaftsdaten der hessischen Kultur- und Kreativwirtschaft und veröffentlicht die Daten in sogenannten „Datenreports“.
Insgesamt geben alle Berichte über Kulturwirtschaft einen ersten Überblick über die Lage der Kultur- und Kreativwirtschaft. Die Kulturverantwortlichen befürchten allerdings, dass die zeitlich zurückliegenden und zumeist unvollständigen Statistiken durch eine Flut von Informationsschriften eine zu große Bedeutung erhalten. Schon jetzt werden die Berichte mehr als Gutachten angesehen, die letztlich dazu führen, einen Mindeststandard von Kultur einzuführen, anstatt diese zu erweitern und zu fördern. Um dem Problem der mangelhaften Datenlage entgegenzuwirken, arbeitet der Standortmonitor, welcher sämtliche Kennzahlen der elf Kernmärkte der Kultur- und Kreativwirtschaft aggregiert, an Forecasts und Prognosen, um Trends und Entwicklungen der Branche möglichst aktuell abzubilden. Um dies auf einer validen und reliablen Datengrundlage zu ermöglichen, nutzt der Standortmonitor als interaktive digitale Datenbank die Kennzahlen aus offiziellen Quellen wie dem Statistischen Bundesamt (DESTATIS), den statistischen Landesämtern, der Bundesagentur für Arbeit und anderen Datenlieferanten.
Ein weiteres Thema sind die Umsatzeinbrüche in der Musikindustrie durch die Digitalisierung und das Internet. Als Auslöser der weltweit ab 1997 beginnenden Krise der Tonträgerindustrie gelten insbesondere die unautorisierten Musikdownloads, die auf CD-Rohlinge gebrannt und so auch illegal vertrieben werden können. Die Zahl der verkauften Rohlinge war von 1999 bis 2004 in Deutschland von 58 Millionen auf 303 Millionen gestiegen, während im gleichen Zeitraum die Zahl bespielter Original-CDs von 210 Millionen auf 146 Millionen zurückging. All diese Branchen haben inzwischen generell mit via Internet begangenen Urheberrechtsverletzungen zu kämpfen.

### Interessenvertretung
Die im Jahr 2021 gegründete Koalition Kultur- und Kreativwirtschaft in Deutschland (k3d), ein Zusammenschluss von 16 führenden privatwirtschaftlichen Branchenverbänden aus den Bereichen Musik, Film, Design, Games, Architektur, Mode, Presse und Verlagswesen, tritt als gemeinsame Interessenvertretung gegenüber der Politik auf Bundes-, Länder- und EU-Ebene auf. Sie versteht sich als Sprachrohr der Branche und formuliert übergeordnete Positionen, Stellungnahmen und Forderungen zu kultur-, medien- und wirtschaftspolitischen Fragestellungen. Zu ihren Zielen gehören unter anderem:
- Abbau bürokratischer Hürden
- Schutz des Urheberrechts, insbesondere im Zusammenhang mit Künstlicher Intelligenz
- Faire Wettbewerbsbedingungen auf digitalen Marktplätzen
- Förderung von Innovationen
- Soziale Absicherung von Künstlern und Kreativen
- Stärkere politische Sichtbarkeit der Branche

Darüber hinaus organisiert k3d öffentliche Veranstaltungen, um die Bedeutung der Kultur- und Kreativwirtschaft hervorzuheben und Unterstützung zu mobilisieren.

## Kulturwirtschaft als Studiengang

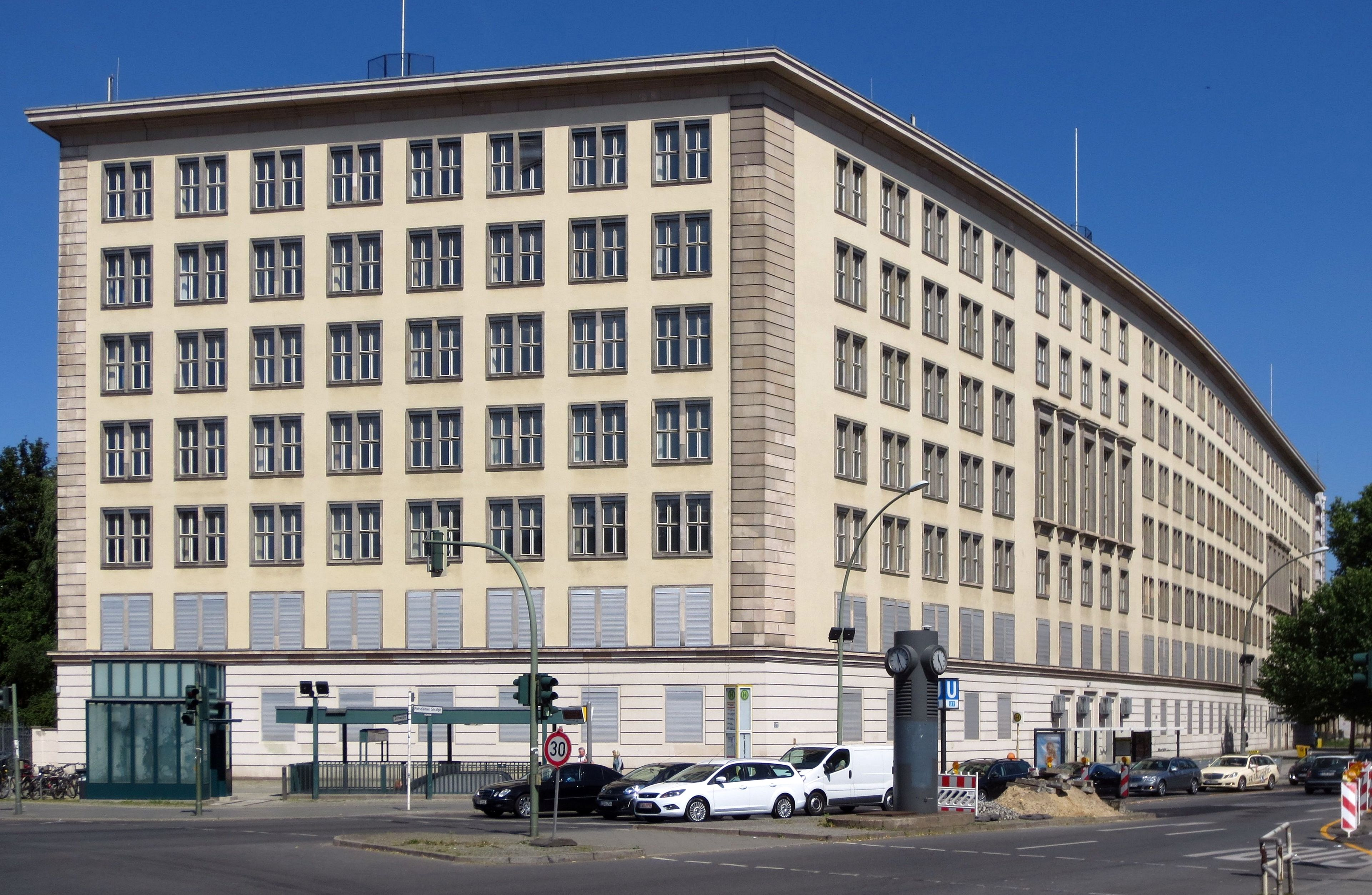
SRH Berlin School of Popular Arts

Folgende Hochschulen bieten in Deutschland den Studiengang Kulturwirtschaft mit B.A./M.A.-Abschluss an:
- accadis Hochschule Bad Homburg
- Hochschule Bremen
- Hochschule Darmstadt
- Universität Duisburg-Essen
- Hochschule für Musik und Theater Hamburg
- Popakademie in Mannheim.[23]
- Universität Mannheim
- Universität Passau

Studiengang Creative Industries auf Englisch:
- SRH Berlin School of Popular Arts „Creative Industries Management“

International:
- Copenhagen Business School
- King’s College London

Weitere Informationen zu den Studieninhalten: Kulturwirt